# Autonomía ecológica
La autonomía ecológica es un concepto que alude a la capacidad de una comunidad para gestionar y transformar su entorno natural de manera autónoma, basada en su conocimiento, técnicas y sistemas simbólicos.
En otras palabras, se refiere a la capacidad de sistemas socioecológicos para autogobernarse de manera sostenible sin depender de estructuras externas que impongan lógicas extractivistas o tecnocráticas. Este concepto implica una relación armónica entre sociedad y naturaleza, donde las comunidades gestionan sus recursos naturales de forma equitativa, democrática y regenerativa. Se trata de una interdependencia consciente que prioriza la resiliencia ecológica y la justicia social, no de una independencia absoluta.

## Concepto
El concepto surge de la convergencia entre distintos movimientos sociales y corrientes ideológicas que cuestionan la relación sociedad-naturaleza y que proponen alternativas basadas en la autogestión y la sostenibilidad.
El origen del concepto en Latinoamérica se encuentra en las luchas territoriales de comunidades indígenas, campesinas y movimientos ecologistas que, desde mediados del siglo XX, han resistido la expansión del modelo de desarrollo capitalista. Estas luchas han reivindicado formas de vida basadas en la autogestión, la soberanía alimentaria y el respeto por los ciclos naturales.
En el ámbito académico, la autonomía ecológica ha sido desarrollada por corrientes como la ecología política y el pensamiento decolonial, que critican la subordinación de la naturaleza a la lógica del mercado; además, la ecología social, desarrollada por el estadounidense Murray Buckschin, y otros autores como Daniel Stokols y Richard M. Conway estudia la interdependencia de personas, colectivos e instituciones con su entorno y ha sido una influencia para la formación de este concepto.

## Pueblos indígenas de Iberoamérica
En el siglo XIX, la mayoría de las civilizaciones indígenas en Iberoamérica se vieron afectadas por el sometimiento militar de los regímenes coloniales establecidos por españoles y portugueses, y con ello su autonomía ecológica. Los nativos fueron despojados de sus tierras de cultivo, del control sobre sus bosques y fuentes de agua, de este modo convirtiendo que la autonomía ecológica actual sea característica de sus identidades étnicas.
Aún siendo la encomienda, el repartimiento y la mita las instituciones bajo las cuales se crearon las “repúblicas de los indios” para definir sus derechos y obligaciones; se basaron en gran medida en su autonomía ecológica: formas de exacción de tributo y trabajo desarrollados por los estados indígenas prehispánicos, puesto que la Corona española consideró que reconocer las tierras como propiedad de los campesinos era la única forma de su supervivencia y continua explotación.
A mediados del siglo XVII, el trabajo forzoso comenzó a desvanecerse en el centro de Nueva España y en el siglo XIX en la región maya y Los Andes. La autonomía ecológica permitió limitar el sometimiento político, puesto que no tenían una tradición de obediencia a autoridades estatales ni conocían formas de trabajo obligatorio. Se puede afirmar que las culturas y las identidades de los pueblos amerindios solo se entienden si consideramos la interrelación socio-ecológica que abarca el entorno natural y su propia vida reproductiva, natural y cultural. A pesar del desinterés por las tierras de centro y sur de los Andes por parte de los españoles debido a su ubicación, hubo dos factores que debilitaron su autonomía ecológica: La ruptura de los sistemas de intercambio que les aseguraba acceso a recursos de diferentes zonas ecológicas y la explotación por el gobierno colonial, especialmente el trabajo forzado en las minas.
Los pueblos mayas de Guatemala y México tenían autonomía ecológica porque los españoles no los despojaron masivamente de sus tierras ni fueron explotados sistemáticamente y podían mantenerse con su economía tradicional al igual que pagar tributos con sus excedentes. Aunque dependían parcialmente de la religión católica, algunos pueblos mayas del Petén y Yucatán aprovecharon el aislamiento de sus tierras para escapar del control colonial y formar comunidades libres.
Las selvas de América Central y del Sur ofrecieron a los pueblos indígenas un refugio y la posibilidad de mantener su autonomía ecológica frente a la expansión de los colonizadores. Grupos como los jíbaros (o shuar) conservaron su forma de vida en parte gracias a que evitaron el dominio colonial; para controlar a estos pueblos libres, los colonizadores impusieron el control de bienes escasos como la sal o las herramientas de metal, generando dependencia.
Los pueblos cazadores, recolectores y agricultores que vivían en planicies, desiertos y bosques templados de América también tenían bastante autonomía ecológica, aunque la llegada de los europeos afectó sus formas de vida. Algunos grupos como los mapuches, tehuelches y comanches adoptaron el caballo traído por los europeos; esto les permitió mejorar su forma de cazar, defender sus territorios y hasta dominar a otros pueblos. Sin embargo, en el siglo XIX, el uso de armas de fuego rompió el equilibrio con la naturaleza y debilitó su autonomía, algo que se aceleró por la presencia de colonos.
Los pueblos que fueron llevados a vivir en misiones católicas sufrieron un gran cambio en su forma de relacionarse con la naturaleza. Los misioneros les impusieron nuevas formas de vida como la agricultura, la ganadería y el trabajo en minas. Estos cambios fueron difíciles porque iban en contra de sus costumbres y valores. Muchos intentaron escapar, pero en los casos donde las misiones lograron transformar a los pueblos, esto terminó destruyendo sus antiguas formas de vida y los hizo completamente dependientes. Cuando las misiones desaparecieron, estos pueblos también lo hicieron en muchos casos.

## Características
Este término se refiere a una soberanía de uso del entorno. Esta se manifiesta en la capacidad de una comunidad para transformar y gestionar su medio ambiente de acuerdo con sus propios conocimientos, técnicas y sistemas simbólicos.

### Relación con el ambiente

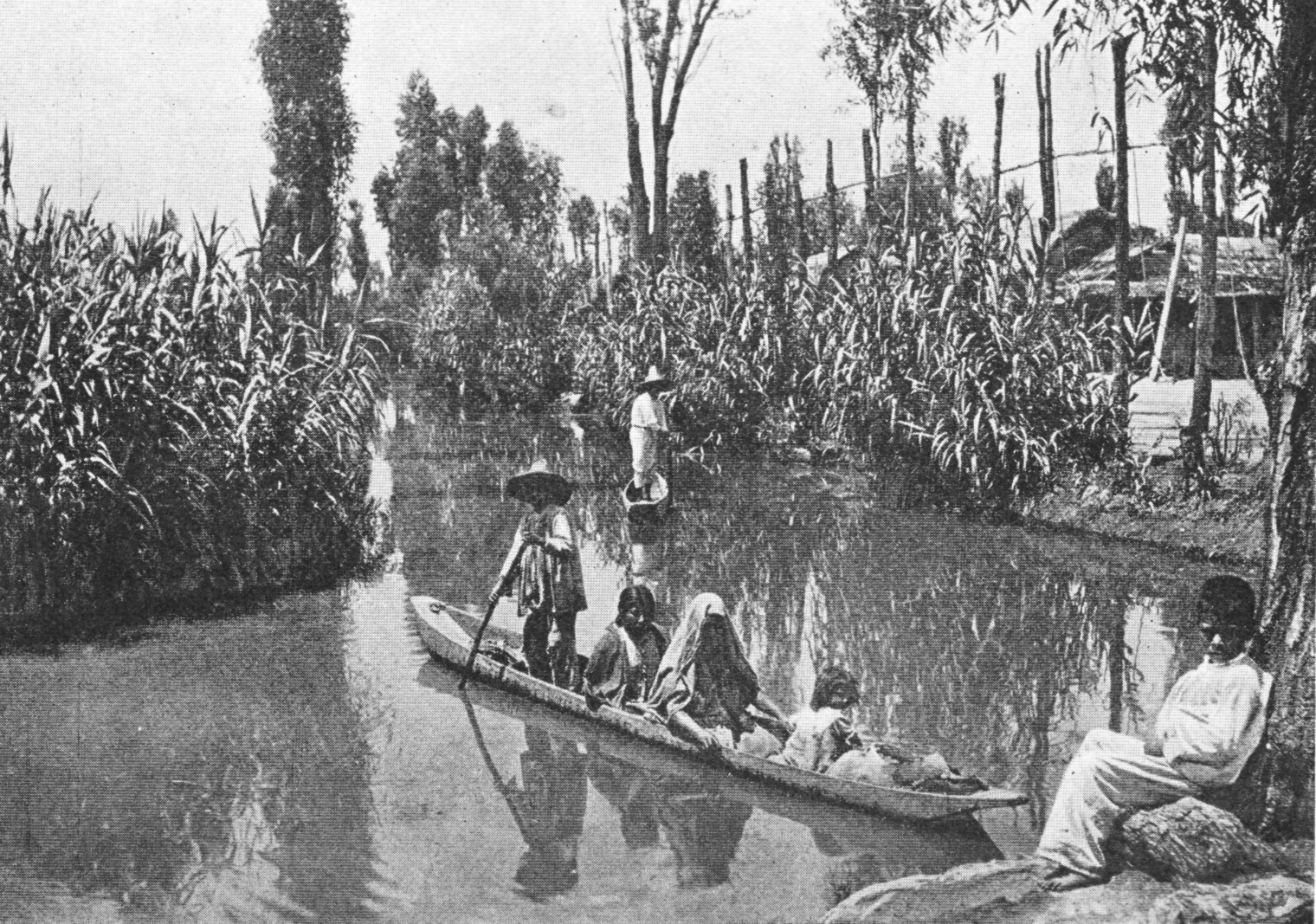
Chinampas en Xochimilco

La idea de analizar la relación humano-naturaleza no solo se refiere a la interacción directa entre el ser humano y el medio ambiente, sino a las relaciones sociales que se desarrollan alrededor y a causa de este medio. Richard M. Conway ejemplifica este argumento con la colonización de los nahuas, especialmente de los encargados de dar mantenimiento a los lagos de la cuenca de México en Xochimilco.
Se han realizado estudios de paisajes, aparentemente naturales al ojo humano, para demostrar la intervención humana en ellos; sin embargo, los lagos de la cuenca de México no han necesitado de mayor fundamento para afirmar que fueron alterados por el ser humano. El manejo de los nahuas incluía prevenir inundaciones y obtener abasto alimentario de su sistema artificial de cultivo, las chinampas.
Con la llegada de los españoles, los conocimientos de los nativos acerca del mantenimiento de los cuerpos hídricos se volvieron imprescindibles para el sustento del nuevo gobierno en turno, implicaban la supervivencia del régimen colonial. En el caso de Xochimilco, esta autonomía se sustentó en un equilibrio entre lo material (infraestructura hidráulica, técnicas agrícolas) y lo abstracto (saberes tradicionales, normativas locales). A pesar de las presiones tributarias, las epidemias y los cambios políticos, los xochimilcas conservaron formas de vida basadas en su relación con el lago, lo que les permitió resistir la desestructuración total de su sistema socioambiental. 
Los estudios de Conway dan un enfoque distinto al que tenemos previsto de la relación entre humanidad y su entorno, enfocándose en lo que desemboca a sus alrededores; como el plantear una historia ambiental del como esta creó una presión en la sociedad y puso en la mesa de la percepción de la misma el concepto de gestión y no de posesión como tal.

### Ciudad Sostenible
Para que se considere que una ciudad es autónoma y sostenible debe de cumplir con ciertas características que le brinden independencia sin daño al medio ambiente a largo plazo. 
- Autonomía energética: El uso de energías renovables es fundamental para la construcción de una autonomía ecológica ya que se sustituyen los combustibles fósiles con fuentes naturales, especialmente la energía solar, eólica, geotérmica o hidroelectricidad. De igual manera se debe considerar la infraestructura necesaria para el correcto almacenamiento de la energía. De esta forma, se reduce la huella de carbono que producen las ciudades.

- Movilidad sostenible: El transporte dentro de las ciudades requiere de sistemas eficientes que eviten la producción de contaminantes; para ello, es necesario promover el uso de trenes de alta velocidad, metros, autobuses eléctricos, vehículos compartidos y bicicletas en trayectos cortos, disminuyendo así el uso de combustibles que generen contaminantes y de infraestructura exterior a la ciudad.

- Gestión autosuficiente de residuos: Considerando la densidad poblacional de la ciudad, se debe de implementar un sistema autónomo que favorezca la reutilización y reciclaje de los desechos en lugar del uso de basureros, los cuales tienen un espacio limitado. De igual manera, se considera necesario el convertir residuos en energía con el fin de disminuir el ciclo de consumo y desecho dentro de la ciudad.

- Diseño urbano ecológico: Al pensar en un urbanismo sostenible se busca favorecer la autonomía de la ciudad a partir de la optimización del espacio y energía disponibles; sobre todo se requiere de edificios eficientes, extensiones de las zonas verdes, espacios recreativos y una planificación que facilite los servicios indispensables para la sociedad sin necesidad de la expansión urbana descontrolada.[6]

- Gestión eficiente del agua: La autonomía hídrica dentro de la ciudad debe de reducir la dependencia a fuentes externas de agua, por lo que se propone reutilizar aguas residuales, captación de agua de lluvia y la aplicación de técnicas que ayuden a su conservación.

- Autonomía alimentaria: Los huertos urbanos y las granjas verticales estimulan la producción local de recursos, los cuales permiten alimentar a la población de la ciudad sin depender de largos procesos de importación y conservación, reduciendo las emisiones generadas por dichas acciones y fortaleciendo la resiliencia alimentaria.

- Infraestructura tecnológica: Las ciudades autónomas deben de apoyarse en el uso de tecnologías inteligentes, como lo es el internet de las cosas, redes eléctricas inteligentes y sistemas de tráfico automatizados, que ayudan a mejorar la eficiencia de los recursos y servicios para la población.

- Participación ciudadana: Las ciudades requieren de una comunidad con compromiso, educación, colaboración e iniciativa para que adopten los hábitos sostenibles que son necesarios para mantener la autonomía ecológica.

- Soporte institucional: Las regulaciones que rigen el marco legal y político deben de fomentar la innovación y sustentabilidad de la ciudad, ofreciendo condiciones que permitan la institución y mantenimiento a tiempo de la autonomía ecológica.[6]

## Educación ambiental y colectividad
La educación ambiental radical se basa en que las acciones individuales tienen un impacto, aunque sea marginal en comparación con las industrias que contaminan y consumen recursos en mayor medida. El argumento de la formación ecológica afirma que generar conciencia en la población es imprescindible para ver un progreso en el estado del ambiente y esto se logra a partir de la colectividad. 
La educación ambiental actual también explica que no se logrará un cambio por el esfuerzo de algunos, pues querer concientizar mediante una promoción vacía no es efectivo, a menos que exista un convencimiento individual previamente establecido. Algunos autores dedicados a la pedagogía ambiental afirman que los individuos que no hacen nada al respecto generan mayores desventajas que aquellos que causan un daño directo al medio ambiente.
A pesar de las dificultades que implica querer unir a la población en torno a un problema objetivamente colectivo, y no una ideología debatible de la situación actual del ambiente, la mayor herramienta para concientizar y erradicar la indiferencia es a través del ejemplo, ejercido mediante la autonomía.